# Nikołaj Bannikow
Nikołaj Wasiljewicz Bannikow (ros. Никола́й Васи́льевич Ба́нников, ur. 10 maja 1914 w Szałkarze, zm. 10 grudnia 2004 w Moskwie) – radziecki działacz partyjny i państwowy, członek KC KPZR (1971-1986).
W 1937 ukończył studia w Instytucie Przemysłowym w Kujbyszewie, po czym był mechanikiem, głównym mechanikiem w fabryce i zastępcą dyrektora fabryki w obwodzie kujbyszewskim. Od 1940 w WKP(b), 1955-1959 I sekretarz miejskiego komitetu KPZR w Kujbyszewie, 1959-1963 II sekretarz obwodowego komitetu KPZR w Karagandzie, 1963-1964 I sekretarz przemysłowego obwodowego komitetu partyjnego w Karagandzie, 1964-1968 I sekretarz obwodowego komitetu KPZR w tym mieście, od 17 lutego 1968 do 28 marca 1983 I sekretarz obwodowego komitetu KPZR w Irkucku. Od 8 kwietnia 1966 do 10 kwietnia 1968 kandydat na członka, potem do 25 lutego 1986 członek KC KPZR. Deputowany do Rady Najwyższej ZSRR od 7 do 10 kadencji. Odznaczony dwoma Orderami Lenina.